# Siège de Casal (1628-1629)
Pour les articles homonymes, voir Casal et Siège de Casal.
Guerre de Succession de Mantoue
Guerre de Trente Ans
Batailles
Le siège de Casal, également écrit siège de Casale qui s'est déroulé pendant la guerre de Succession de Mantoue dans le cadre plus large de la guerre de Trente Ans oppose les troupes espagnoles et les troupes de Charles Ier de Mantoue qui seront secourues par les Français.

## Contexte historique
Le 29 mars 1628, les troupes de Philippe IV d'Espagne, stationnées à Milan, envahissent la province de Montferrat et assiègent sa capitale, Casale Monferrato, défendue par des volontaires français.
Le 28 octobre 1628, la prise de la place protestante de La Rochelle, permet à Richelieu et Louis XIII de disposer alors de suffisamment de troupes pour venir aider les Piémontais, qui tiennent toujours dans Casale.
Le 13 janvier 1629, le roi de France donne son accord pour une intervention et afin d'aider Charles Ier de Mantoue dirige une armée de 35 000 hommes venant de La Rochelle à partir de Grenoble.

## Le siège et le secours
La garde de Casal avait été confiée aux Français par le duc de Mantoue. Ce poste était périlleux; ses dangers inspirèrent au marquis de Montausier  de se jeter dans la place, pour partager la gloire de ceux qui s'y trouvaient renfermés. 
Il était parti précipitamment de Paris. Arrêté en Suisse par la petite vérole, il se guérit, arrive devant Mantoue, endosse le froc d'un cordelier, prend pour guide un religieux de cet ordre, et entre dans la place sous ce déguisement. Son audace et ses actions héroïques continuelles lui méritèrent l'estime universelle. Le gouverneur Beuvron meurt; Montausier, âgé de vingt-un ans, simple volontaire, faisant ses premières armes, est élu unanimement gouverneur, de Casal. 

Il s'y défendit un an entier, et donna le temps à Louis XIII de passer les Alpes pour le secourir.
En février 1629, l'armée du roi composée des Gardes-françaises, Gardes-suisses, régiments de Navarre, de Piémont, de Sault, d'Estissac, de Vaubécourt, de La Grange et de Ribérac, de la cavalerie d'élite de la Maison du Roi plus 12 compagnies de chevau-légers et les carabins d'Arnauld de Corbeville, mais sans artillerie, ni munitions, ni mulets de transport, était concentrée autour de Briançon pour marcher sur Turin par le Pas de Suse. Le 28 février, l'avant-garde passait les Alpes à Montgenèvre et Cesana Torinese et cantonnait à Oulx, sur la Doire ripaire. Elle arrivait le lendemain, au fort d'Exilles, et couchait à Chaumont, le 1er mars.
Le 6 mars, les Français pénètrent en Italie; c'est la bataille du Pas de Suse. « Les montagnards du comte de Sault avaient trouvé le sentier extravagant mal gardé par le régiment piémontais de Marc-Antoine Belon. Ce qu'il y eut de plus remarquable, raconte Pontis, fut que les ennemis, nous attendant de pied ferme à ce détroit qu'il nous eut été impossible de forcer, furent bien surpris de voir le comte de Sault, qui avait fait nettoyer la neige avec des pelles et grimpé sur ces hautes montagnes, fondre tout d'un coup sur eux et les investir par derrière. Ils lâchèrent pied aussitôt et quittèrent toutes leurs fortifications; de sorte qu'ils ne donnèrent pas le loisir à nos troupes de leur faire sentir la pesanteur du bras du roi de France, à qui ils avaient osé refuser le passage. » De ce jour-là date le fameux dicton : Gardez-vous du feu, de l'eau et du régiment de Sault.
 Après la prise du Pas de Suze, le régiment en passe le pont de la Doire ripaire pour aller loger à Bussolin. Le régiment de Sault restera avec Navarre, Estissac, Pompadour, La Bergerie, Vaubécourt et une compagnie de Suisses dans les environs de Suse sous le commandement du maréchal de Créqui lieutenant général au-delà des monts.
Dans le cadre de l'invasion du Milanais, Charles-Emmanuel offrait, le 11 mars, au cardinal de Richelieu de laisser entrer librement dans le Montferrat, l'armée royale. La route de Casale est alors ouverte.
Sentant un grand danger, les Espagnols lèvent le siège de Casale dans la nuit du 15 au 16 mars.  